# Ivan Kacijanar
Ivan Kacijanar (nemško Hans Katzianer zu Katzenstein), kranjsko avstrijski general, kranjski deželni glavar, * (?) 1491, Grad Kamen, Begunje na Gorenjskem, † 27. oktober 1539, Hrvatska Kostajnica.

Leta 1524 je poveljeval kranjskim četam v boju proti Turkom, leto kasneje pa proti upornim štajerskim kmetom. V letih 1527 - 1528 je bil vrhovni poveljnik Ferdinandovih čet v boju proti ogrskemu protikralju Ivanu Zapoli, leta 1529 je uspešno pripomogel k obrambi Dunaja pred Turki, od 1530 - 1537 pa je bil kranjski deželni glavar in vrhovni poveljnik kranjskih čet v boju proti Turkom v Vojni krajini, Hrvaški in Slavoniji. Pri neuspelem obleganju Osijeka je z večino drugih poveljnikov pobegnil pred Turki, ki so nato 9. oktobra 1537 uničili tudi zapuščene čete pri vasi Gorjane. Ker je zapustil vojsko, so ga poklicali na zagovor na Dunaj, obtožen je bil veleizdaje in kljub kraljevemu varstvenemu pismu so ga zaprli. Iz dunajskega zapora je pobegnil, zbežal v Kostanjico na Hrvaško ter se začel pogajati s Turki o predaji mesta. Zaradi tega ga je dal Nikola Zrinjski ubiti. Njegov nagrobnik stoji v Gornjem Gradu. 
Kacijanar si je kot vojak pridobil veliko premoženje. Imel je lastniški delež v družbi, ki je prevzela rudnik srebra in svinca Gvozdansko na Hrvaškem, na Kranjskem pa je imel pravico pobirati nekatere davke. S premoženjem in z upniško vlogo proti deželnemu knezu bi lahko postal tudi poitično vpliven, kar je verjetno veliko bolj vplivalo, da je na dunajskem dvoru padel v nemilost kot pa poraz proti Turkom.